# Alfréd Plocek
Alfréd Plocek (8. ledna 1903 Zbraslavice – 10. listopadu 1951 Věznice Pankrác) byl český inženýr odsouzený v politickém procesu komunistickým režimem k trestu smrti a popravený v roce 1951.

## Životopis
Narodil se v roce 1903 v Zbraslavicích. Měl tři sourozence.

### Pracovní kariéra
Po studiích na elektrotechnické fakultě pracoval řadu let u společnosti Standard Electric, jež vyráběla dálnopisy a různé telefonní přístroje. Firma byla vlastněna vlastníky ze Spojených států amerických. Žil na Vinohradech. Po konci druhé světové války došlo ke znárodnění společnosti, která byla převedena pod československou společnost Tesla. Plocek tehdy usiloval o větší spolupráci se zeměmi ze západu v budování mezinárodní telefonní sítě. Po komunistickém převratu proti režimu aktivně nebojoval, avšak vzhledem ke svým názorům se obával, že mu může být ukončen pracovní poměr. Se svou ženou Bohumilou měl syna Alfréda (* 1933).

### Zatčení a smrti
V únoru 1950 byl Plocek zatčen. Krátce poté došlo i k zatčení jeho ženy a nucenému ukončení studia gymnázia jejich syna. Ve vazbě byl poté Plocek mučen, přičemž po měsících mučení se doznal k řadě trestných činů, jež nikdy nespáchal. V politickém procesu byl poté v červnu 1951 za trestné činy velezrady, sabotáže a špionáže odsouzen k trestu smrti. Po neúspěšném odvolání k Nejvyššímu soudu a neudělení prezidentské milosti byl popraven v listopadu 1951 spolu s Miloslavem Francem a Jaroslavem Peškem. K trestům odnětí svobody včetně trestů doživotních bylo v procesu odsouzeno několik dalších osob. Jeho žena a syn byli poté nuceni pracovat v dělnických profesích a zabaven byl také prakticky veškerý jejich majetek. Rehabilitován byl v roce 1968. V roce 2010 byl o procesu s Plockem natočen dokumentární film.

### Hrob
Urna s ostatky Alfréda Plocka byla v roce 1965 tajně uložena do společného pohřebiště na Motolském hřbitově v Praze. Zde bylo 20. května 2000 slavnostně otevřeno a vysvěceno Čestné pohřebiště politických vězňů. Jeho jméno je uvedeno na jedné (umístěné vpravo) ze dvou šedých mramorových desek instalovaných v roce 2012.

Na Čestném pohřebišti na Ďáblickém hřbitově se nachází symbolický hrob A. Plocka. Tamní symbolické náhrobky odkazují na zemřelé politické vězně bez ohledu na jejich skutečné místo pohřbení.

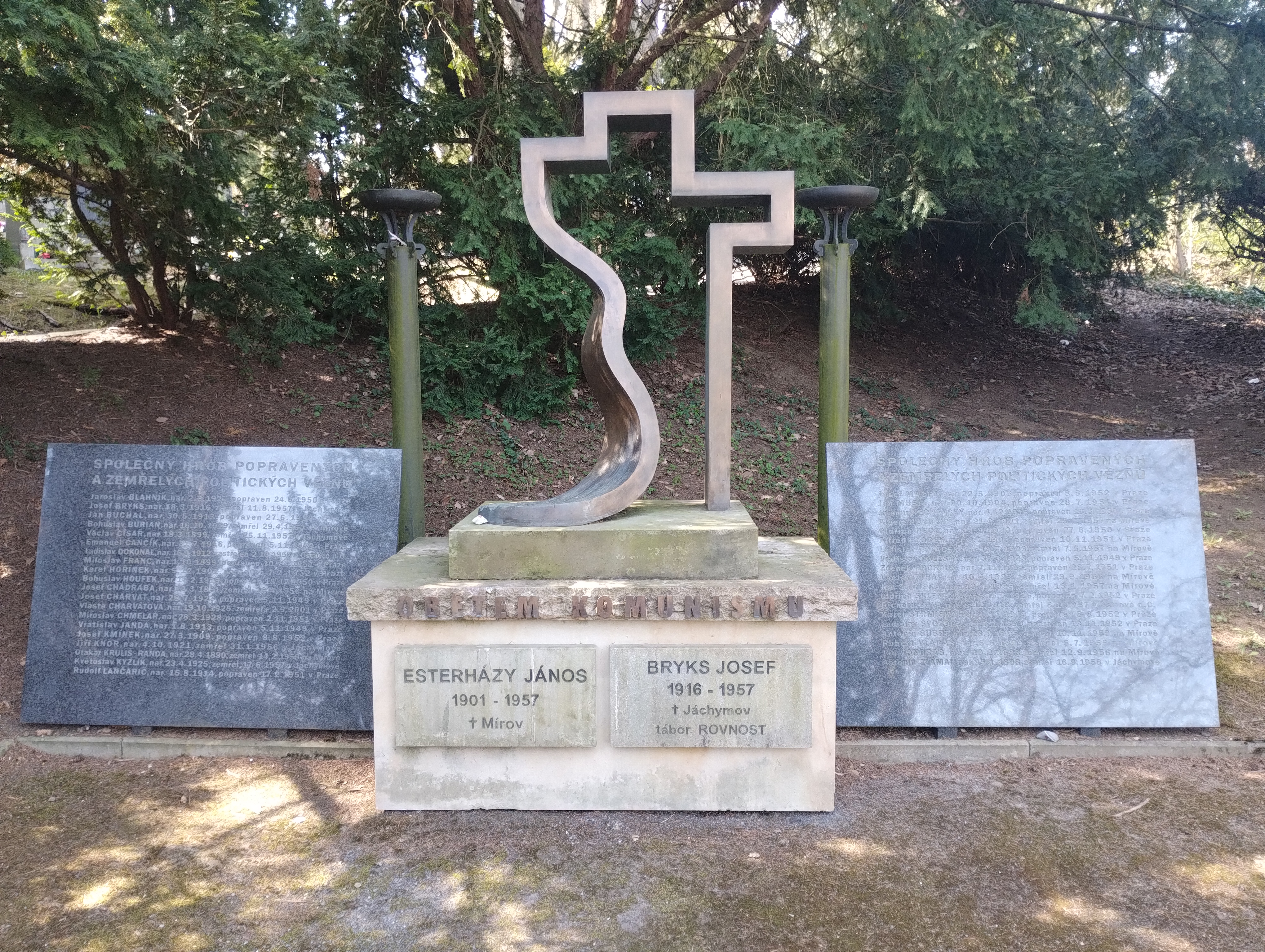
Památník na Čestném pohřebišti politických vězňů, Motolský hřbitov
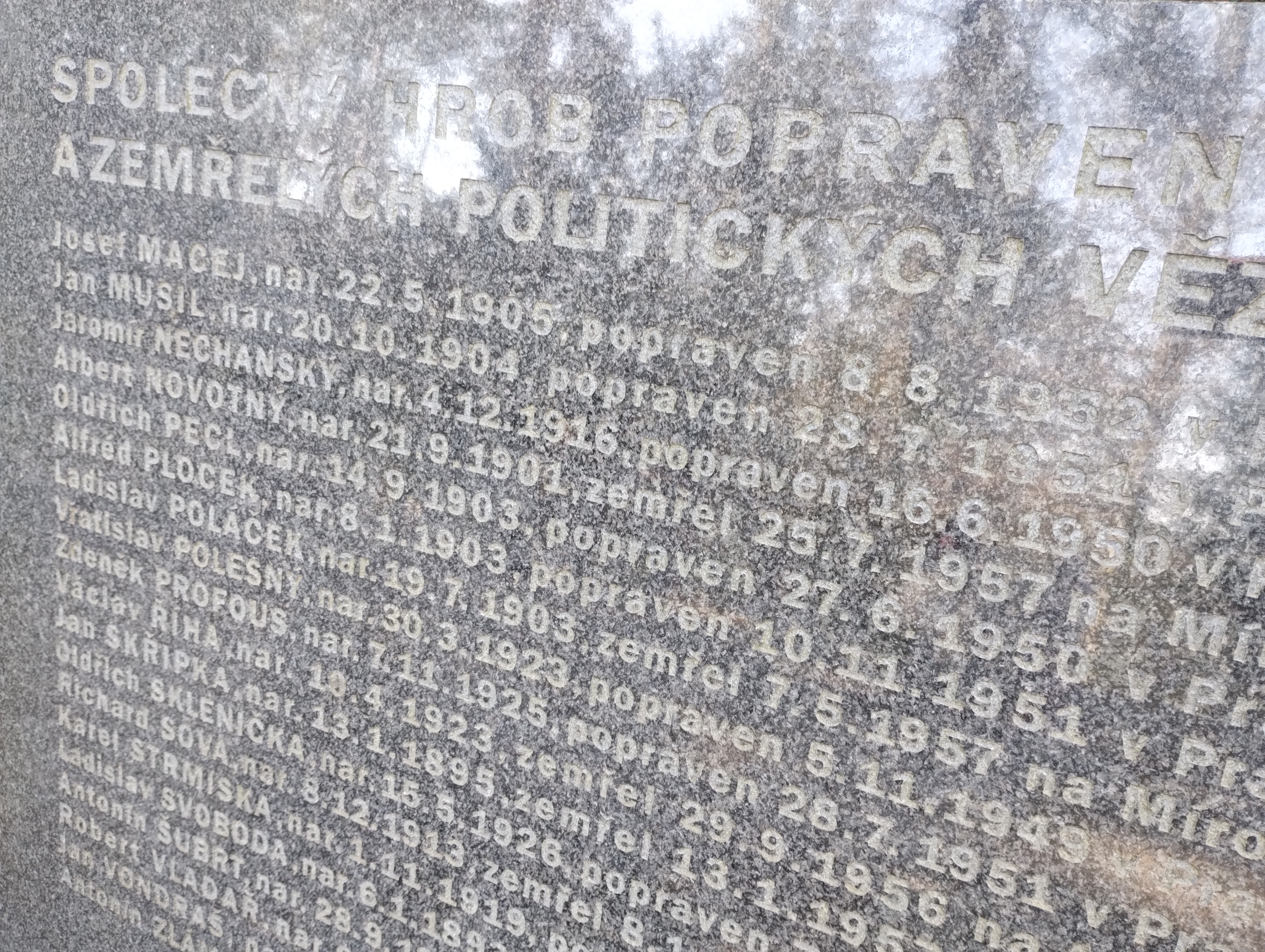
Památník na Čestném pohřebišti politických vězňů, deska vpravo se jménem A. Plocka, Motolský hřbitov
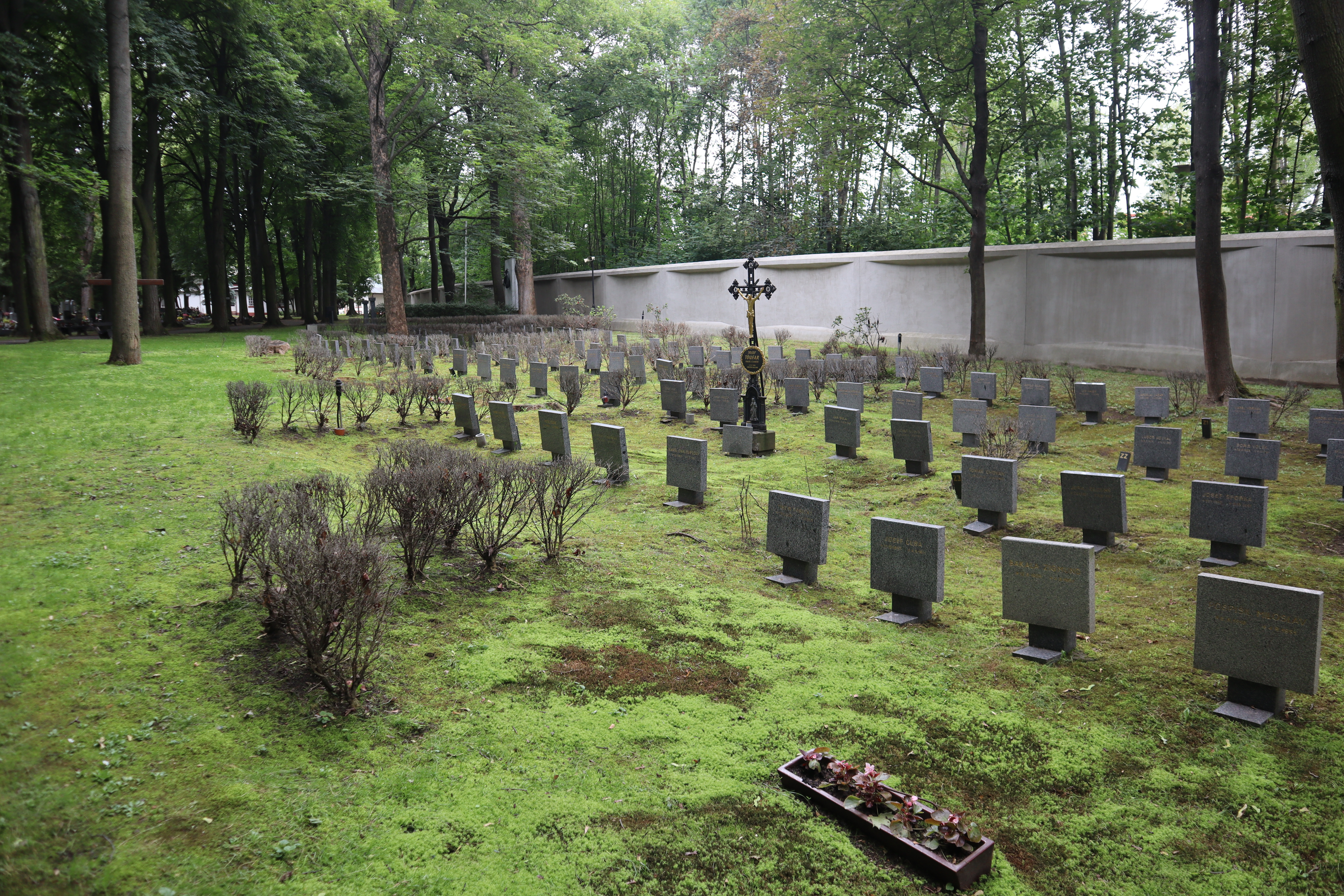
Čestné pohřebiště popravených a umučených z 50. let (III. odboj) na Ďáblickém hřbitově
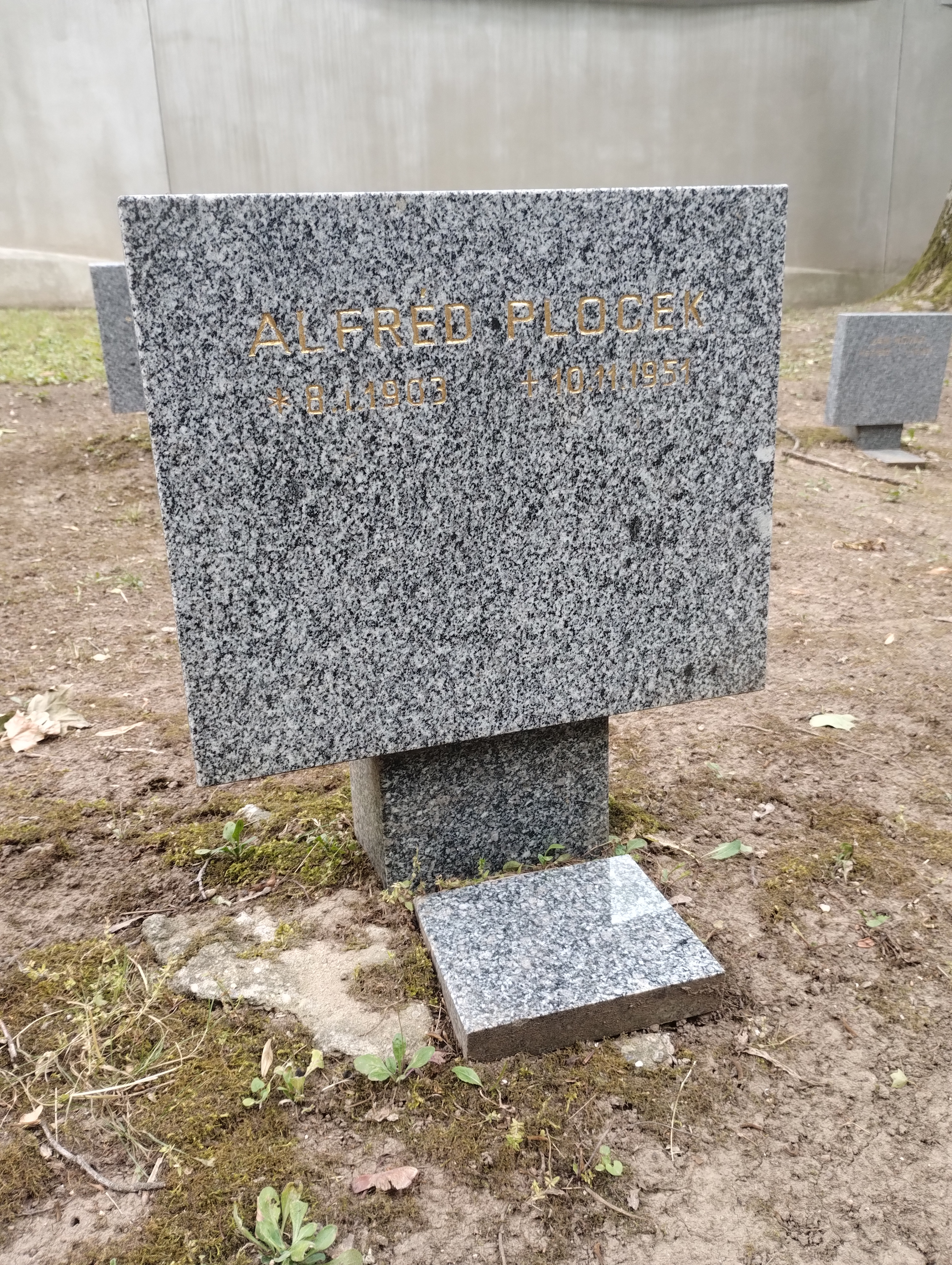
Symbolický náhrobek A. Plocka na Čestném pohřebišti v Ďáblicích

## Připomínky
- Jeho jméno je uvedeno na Pomníku Miladě Horákové a Obětem komunismu v Praze 4 - Nuslích na Náměstí Hrdinů, u stanice metra Pražského povstání, před Vrchním soudem v Praze a Vrchním státním zastupitelstvím v Praze.[18]

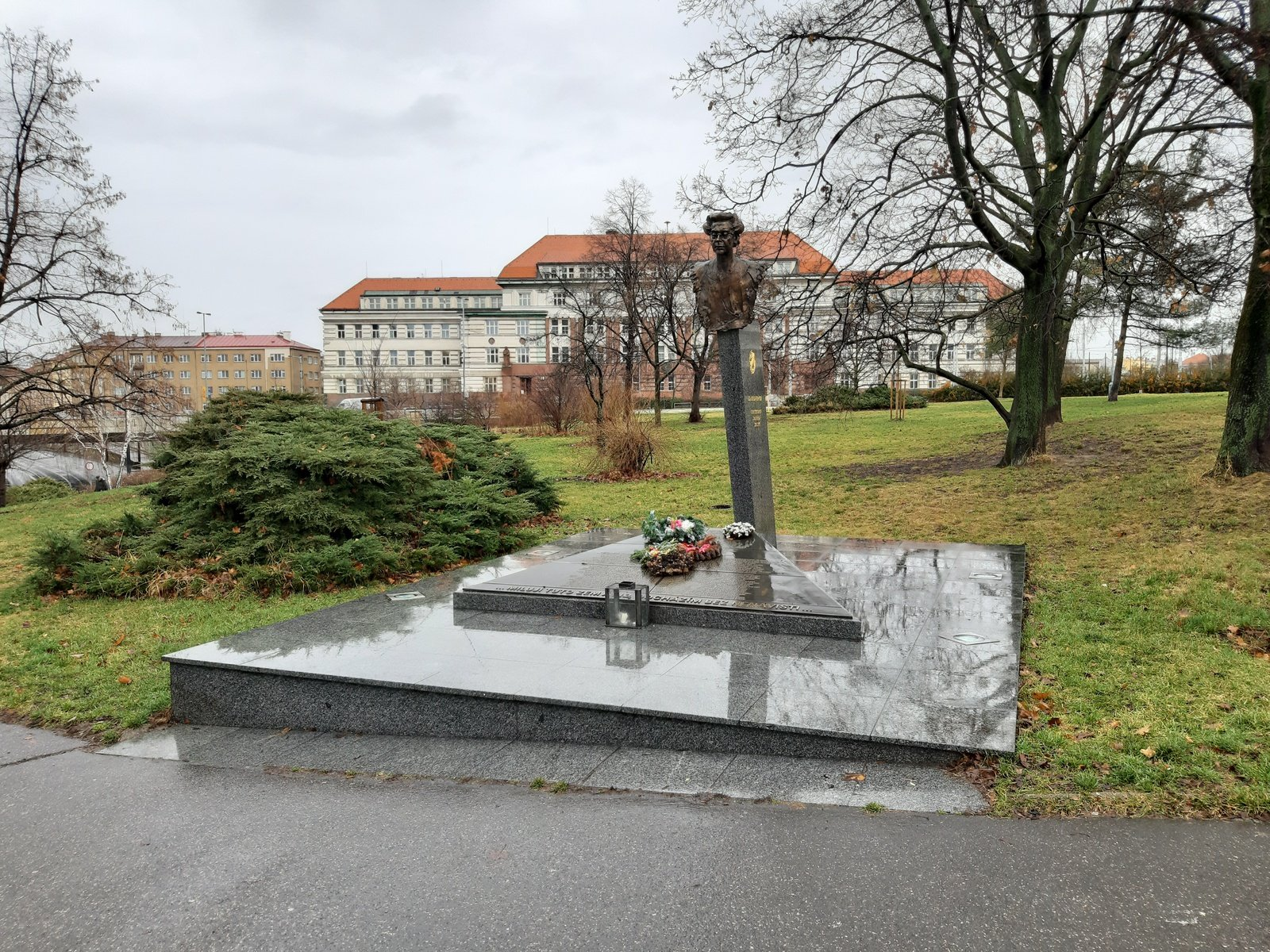
Pomník na náměstí Hrdinů v Praze 4 - Nuslích
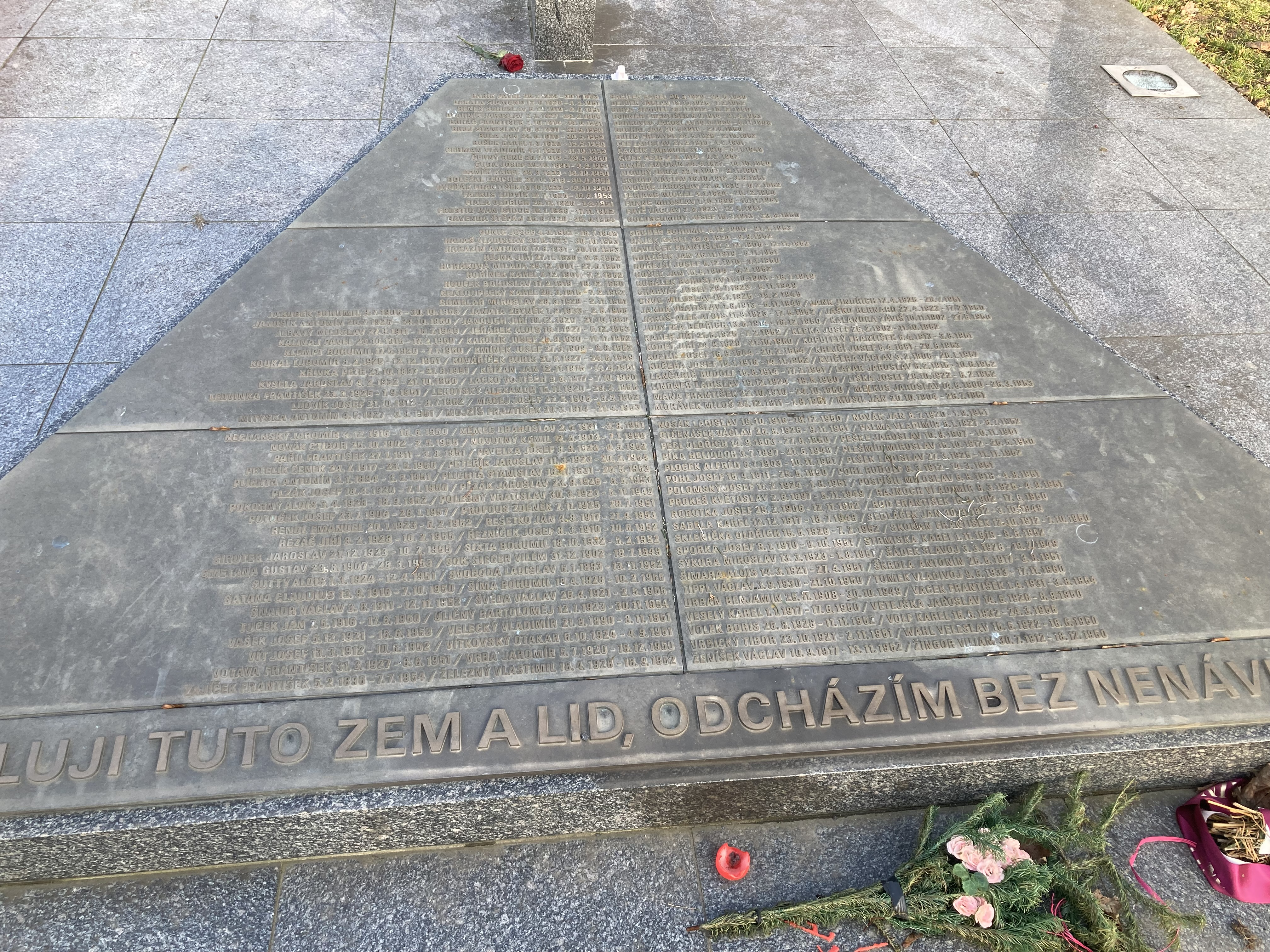
Seznam obětí komunismu se jménem A. Plocka na pomníku na náměstí Hrdinů v Praze 4 - Nuslích